# 1894 في بولندا
فيما يلي قوائم الأحداث التي وقعت خلال عام 1894 في بولندا.

## ظهور
- 1 يناير – كوو فاديس كتاب من تأليف هنريك سينكيفيتش.

## مواليد

### أغسطس
- 26 أغسطس – فلاديسلاف كوالسكي سياسي بولندي.

### أكتوبر
- 4 أكتوبر – يوزف بك دبلوماسي وعسكري بولندي.

### نوفمبر
- 19 نوفمبر – هاينز هوف رياضياتي ألماني.

## وفيات

### مارس
- 12 مارس – اوغست شسكوفسكي (مواليد 1814)

### سبتمبر
- 17 سبتمبر – لودفيغ شوارتز (مواليد 1822)